# Heinz Ratz
Heinz Ratz (* 16. Juli 1968 in Bad Godesberg) ist ein deutscher Dichter, Schriftsteller und Sänger-Songschreiber.

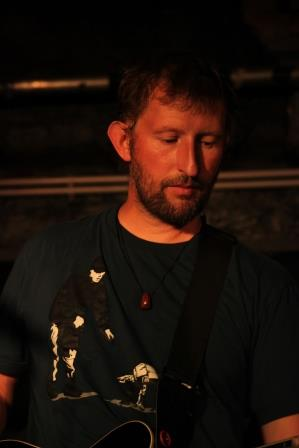
Heinz Ratz (2014)

## Leben
Heinz Ratz wurde 1968 in Bonn als Sohn eines deutschen Arztes und einer Peruanerin indianischer Herkunft geboren. Seine frühe Kindheit verbrachte er in Peru, Wegberg (Nordrhein-Westfalen), Dortmund und Saragossa (Spanien). Mit 6 Jahren wurde er in Ehingen (Donau) eingeschult. Mit 8 Jahren begann eine Odyssee über Tabuk (Saudi-Arabien), Amman (Jordanien), Lima (Peru), La Chaux-de-Fonds (Schweiz) nach Waldshut (Baden-Württembergs). Weitere 40 Umzüge verbunden mit sechzehn Schulwechseln folgten. Gemeinsam mit seinen Eltern und später auch allein lebte er bisher in 8 verschiedenen Ländern.
Als Heranwachsender prägte ihn besonders der Aufenthalt in den Armenvierteln von Peru und Argentinien. Ratz musste die meisten Schulen, Internate und Heime wegen „Autoritätsproblemen“ wieder verlassen. Mit 18 Jahren – wieder zurück in Deutschland – entschied er sich, die Schule nach der zwölften Klasse abzubrechen. Nach Wehr- und Zivildienstverweigerung lebte Ratz ein Jahr lang auf der Straße und suchte seinen Lebensunterhalt als Straßenkünstler, mit Spanischübersetzungen und in freien Theatergruppen zu verdienen. Stationen dieser Zeit waren vor allem Bonn, Pforzheim, Augsburg und Bremen. Ab 1994 begann er damit, seine eigenen lyrischen Texte zu vertonen, und brachte sich autodidaktisch das Bassspielen bei. Er lebte zu dieser Zeit vorwiegend in Glasgow, Karlsruhe und Heidelberg. Nach der Geburt seines ersten Kindes bemühte er sich um eine ernsthaftere Vermarktung und zielstrebigere Organisation seiner Kunst.
2002 gründete Ratz als Songschreiber, Sänger und Bassist die Band Strom & Wasser. Mit dieser Formation spielte er in knapp 10 Jahren mehr als 1500 Konzerte. Seine Musik zeichnet sich durch wechselnde Besetzungen und eine hohe musikalische Bandbreite aus. Sie wird oft als eine wilde Mischung aus Ska, Punk, Polka, Walzer und Rock bezeichnet, mit einer stark kabarettistischen Schlagseite. Parallel dazu initiiert Ratz seit Jahren Projekte für Menschenrechte und Umweltschutz. Derzeit lebt Heinz Ratz in Kiel (Stand Juli 2015).
Heinz Ratz überstand Anfang der 2020er Jahre mehrere Krebserkrankungen, was für eine Schaffenspause sorgte. Mitte Mai 2025 kam ein neues Album von Strom & Wasser, Plan C, beim Label Traumton heraus.

## Moralischer Triathlon
2008 startete Heinz Ratz den Moralischen Triathlon mit der ersten Etappe – Der Lauf gegen die Kälte.

### Der Lauf gegen die Kälte
Diese Aktion gegen die Kälte in den Herzen begann im Januar 2008 und fand absichtlich im kältesten Monat des Jahres statt. Heinz Ratz legte die über 1000 Kilometer lange Strecke von Dortmund nach München inklusive vieler Umwege zu Fuß zurück. Viele Menschen schlossen sich ihm an und einige Musiker unterstützten ihn durch Gastauftritte, so z. B. die Liedermacher Stoppok, Wenzel und Götz Widmann und die Kabarettisten Anka Zink, Gerburg Jahnke, Arnulf Rating und Bodo Wartke. Während dieser Zeit spielte er mehr als 30 Konzerte, deren Reinerlös verschiedenen Obdachlosen-Organisationen zugutekam.

### Die Lee(h)re der Flüsse
Im folgenden Jahr durchschwamm Ratz Teilstrecken der größten deutschen Flüsse, um für den Artenschutz zu werben und Spenden zu sammeln. Insgesamt waren es über 800 Kilometer, die er schwimmend zurücklegte. Streckenabschnitte von 20 bis 30 Kilometer waren dabei keine Seltenheit. Nach dem Schwimmen gab er abends Konzerte, in denen er das Publikum über die Situation der Flüsse informierte. Nach 52 Konzerten in 52 Städten ging er im August in Kiel wieder an Land und beendete damit die zweite Etappe des moralischen Triathlons. Unterstützt wurde er dabei erneut von vielen Künstlern, u. a. von Konstantin Wecker und Manfred Maurenbrecher. Alle gesammelten Spenden gingen an regionale Artenschutzprojekte und die Umwelt- und Naturschutzorganisation BUND – Die Lee(h)re der Flüsse.

### Die Tour der 1000 Brücken
Die dritte Etappe fand in enger Zusammenarbeit mit Pro Asyl und den deutschen Flüchtlingsräten statt. Insgesamt 7000 Kilometer fuhr er mit dem Fahrrad für ein menschliches Miteinander quer durch die Bundesrepublik. Er forderte Flüchtlinge zum Mitmachen auf der Bühne auf, hatte aber erneut bekannte Unterstützer, wie z. B. Hannes Wader oder Dota. Gemeinsam mit seiner Band Strom & Wasser und vielen Flüchtlingen entstanden aus Improvisationen auf dieser Tour viele neue Lieder. Ratz setzte ein hörbares Zeichen für den respektvollen Umgang mit Notleidenden und Flüchtlingen. Auf dieser Tour machte er in fast 70 Städten halt und besuchte die dort errichteten Lager. Von den erschütternden Bildern berichtete Ratz in unzähligen Pressekonferenzen und am Abend auf der Bühne. Alle gesammelten Spenden gingen an PRO ASYL.

## Strom & Wasser feat. THE REFUGEES
Während der Tour der 1000 Brücken hatte Ratz in den Flüchtlingslagern unzählige Menschen kennengelernt, die in ihren Herkunftsländern berühmte Musiker waren, sich aber hier hinter den Mauern von Flüchtlingslagern oft nicht einmal ein Instrument leisten konnten. Ratz lud die Musiker für eine gemeinsame CD-Produktion nach Hamburg ein. Parallel wurde eine Tour mit dem neuen Projekt geplant. Strom & Wasser feat. THE REFUGEES gaben am 20. April 2012 trotz unzähliger Hürden, wie Reiseverbot und Problemen mit den Ausländerbehörden, ihr erstes Konzert in Osnabrück. Es folgten weitere 150 Konzerte vor mehr als 200 000 Zuschauern. Im Sommer 2013 wurde die zweite CD Freiheit ist ein Paradies aufgenommen. Die Band mit ihren ausländischen Mitmusikern erregte bald ein großes Aufsehen.
Auch die Politik reagierte auf das Engagement von Heinz Ratz. Am 24. Oktober 2012 wurde ihm die Integrationsmedaille von der Bundesregierung verliehen. Mit der Medaille werden Personen geehrt, die sich durch herausragendes persönliches Engagement in besonderer Weise um die Integration verdient gemacht haben. Vorgeschlagen für diese Ehrung wurde er von den beiden Bündnis 90/Die Grünen-Politikern Jürgen Trittin und Renate Künast. Es folgte neben internationalen Pressemitteilungen (Großbritannien, USA, Brasilien, Südkorea) und vielen oft einstündigen Radiointerviews und TV-Berichten sogar ein Kino-Dokumentarfilm mit dem Titel „Can’t be silent“. Mit diesem Film gelang der Regisseurin Julia Oelkers eine Mischung aus Musikfilm und politisch engagierter Dokumentation. Der Film wurde mit dem DGB-Filmpreis ausgezeichnet.

## Fluchtschiff – Die große Sommer-Floßtour 2014 für und mit Flüchtlingsfrauen
Ratz bedauerte die Männerlastigkeit bei den Projekten. Nach mehr als 150 Besuchen in deutschen Flüchtlingslagern musste er feststellen, dass die Hauptleidtragenden sehr oft die alleine oder mit ihren Kindern fliehenden Frauen sind. Aus diesem Grund nahm Ratz das Flüchtlings-Thema 2014 noch einmal auf: Am 14. Juli 2014 brach Ratz gemeinsam mit seiner Band Strom & Wasser, freiwilligen Helfern und Flüchtlingsfrauen zur Sommer-Floßtour 2014 auf. Mit zwei selbstgebauten, zu Flüchtlingsbooten umgestalteten Flößen fuhr das Kollektiv zunächst Main-, Neckar- und Rheinabwärts und dann entlang des Mittellandkanals bis nach Berlin. Die Verletzlichkeit dieser Transportmittel in direktem Kontrast zu den Luxusyachten und Ausflugsdampfern der touristisch genutzten Binnengewässer machte auf die dramatische Situation von Flüchtlingen allgemein aufmerksam. Die abendlich stattfindenden Konzerte verdeutlichten die besonders tragische und bedrohliche Situation von fliehenden Frauen und Kindern. Auch diese Tour wurde in enger Zusammenarbeit mit PRO ASYL und den Landes-Flüchtlingsräten organisiert und umgesetzt. Zusätzlich zu den Konzerten fand am Nachmittag in den Flüchtlingsunterkünften ein Kinderprogramm mit Clowns, Artisten und Puppenspielern statt. Künstlerinnen wie Sarah Connor und Dota traten am Abend gemeinsam mit Flüchtlingsfrauen und der Band Strom & Wasser auf.

## Büro für Offensivkultur
10 Jahre nach ihrer Antifa-Tour gründen Heinz Ratz und Konstantin Wecker das „Büro für Offensivkultur“, eine musikalische Eingreiftruppe für Menschlichkeit und Demokratie. Bereits 2017 hat Ratz mit seiner Band Strom & Wasser 165 Konzerte eintrittsfrei, nur auf Spendenbasis, und vornehmlich in politisch „schwierigen“ Regionen gegeben, um das BOK zu präsentieren und ein Netzwerk aus Unterstützern zu schaffen.

## Bücher
- 1993: Doppelt laut, Gedichte
- 1994: Tanz den Tod! Heinz Ratz! Die Uhren hämmern!, Gedichte
- 2000: Am Abgrund aller guten Gründe, Gedichte
- 2000: Die große Schwangerschaft, Kurzgeschichten
- 2003[27]: Hitlers letzte Rede: Eine bitterböse Satire
- 2004: Die Rabenstadt, Epos
- 2004: Apokalyptische Lieder, Gedichte
- 2005: Der Mann der stehen blieb, 30 monströse Geschichten
- 2006: Tourgeschichten, Kurzgeschichten
- 2010: ...um da zu sein für Deine Widerstände: Ein lyrisches Trotz-, Trost-, Liebes- und Beziehungskarussell
- 2013: Die Liebe des Dr. Leik, Phantastische Erzählungen
- 2017: Taumel ist mein Leben, Gedichte

## Diskographie
Veröffentlicht wurden nachfolgende Alben über das Berliner Musiklabel Traumton Records.
- 1993: Krakatit – Schöne Gegend
- 1994: Krakatit – Kotzender Frohsinn
- 1998: Krakatit – Grauer Mann tanzt
- 1999: Krakatit – The Devil travels first class
- 2004: Strom & Wasser – Randfigurenkabinett
- 2005: Strom & Wasser – Spielt keine Rolle
- 2006: Strom & Wasser – Gossenhauer
- 2007: Strom & Wasser – Farbengeil
- 2008: Strom & Wasser – Live in Rudolstadt
- 2009: Strom & Wasser – Emotionsdesign
- 2010: Strom & Wasser – Mondpunk
- 2011: Heinz Ratz – Billy the Kid, die Wiederauferstehung eines Westernhelden
- 2012: Strom & Wasser featuring THE REFUGEES
- 2013: Strom & Wasser featuring THE REFUGEES – Freiheit ist ein Paradies
- 2014: Strom & Wasser – Anticool
- 2016: Strom & Wasser – Reykjavík
- 2016: Strom & Wasser – Herzwäsche
- 2019: Strom & Wasser – Fallen und Steigen
- 2020: Strom & Wasser – Mann aus Stein

- 2021: Strom & Wasser – Blütezeit der Idiotie

- 2025: Strom & Wasser – Plan C

## Experimentelle Hörbücher
- 2002: Ich bin des Regenbogens angeklagt, Antikriegs-Lyrik
- 2002: Das RR-Projekt, Texte von Lutz Rathenow
- 2002: das erfundene Leben, Texte von Dieter Wellershoff
- 2006: Leuchtet ihre Uhr des Nachts?, Texte von Klabund
- 2010: Ratz liest Ratz, Tourgeschichten & Die große Schwangerschaft
- 2015: Die Kieler Blechmusikanten, Eine Szenische Lesung mit 13 Autos, Texte von Heinz Ratz

## Auszeichnungen
Mit Strom & Wasser erhielt Heinz Ratz einige Auszeichnungen:
- Förderpreis der Liederbestenliste (2007)[29]
- Preis der deutschen Schallplattenkritik für Farbengeil (2008)[30], Emotionsdesign (2009)[31] und Freiheit ist ein Paradies (2014)[32]
- Kirchheimbolander Friedenstagepreis (2011)
- Integrationsmedaille der Bundesregierung (2012) für das Projekt „Strom und Wasser feat. the Refugees“[18]
- Liederpreis der Liederbestenliste (2014) für den Song Herr Minister[33]